# Episodi di The Big Bang Theory (dodicesima stagione)
La dodicesima e ultima stagione della sitcom The Big Bang Theory, composta da 24 episodi, è stata trasmessa in prima visione assoluta negli Stati Uniti d'America da CBS dal 24 settembre 2018 al 16 maggio 2019.
In Italia la stagione è stata trasmessa su Premium Joi dal 28 gennaio al 24 giugno 2019. In chiaro è stata trasmessa su Italia 1, dall'8 novembre 2019 all'11 dicembre 2019 alle 15:00.
| nº | Titolo originale                | Titolo italiano                                   | Prima TV USA      | Prima TV Italia  |
| -- | ------------------------------- | ------------------------------------------------- | ----------------- | ---------------- |
| 1  | The Conjugal Configuration      | La configurazione coniugale                       | 24 settembre 2018 | 28 gennaio 2019  |
| 2  | The Wedding Gift Wormhole       | L'enigma del regalo                               | 27 settembre 2018 | 4 febbraio 2019  |
| 3  | The Procreation Calculation     | Il calcolo della procreazione                     | 4 ottobre 2018    | 11 febbraio 2019 |
| 4  | The Tam Turbulence              | La turbolenza di Tam                              | 11 ottobre 2018   | 18 febbraio 2019 |
| 5  | The Planetarium Collision       | La collisione al planetario                       | 18 ottobre 2018   | 25 febbraio 2019 |
| 6  | The Imitation Perturbation      | L'imitazione perturbativa                         | 25 ottobre 2018   | 4 marzo 2019     |
| 7  | The Grant Allocation Derivation | La derivazione dell'allocazione della sovvenzione | 1º novembre 2018  | 11 marzo 2019    |
| 8  | The Consummation Deviation      | La deviazione della consumazione                  | 8 novembre 2018   | 18 marzo 2019    |
| 9  | The Citation Negation           | La negazione della citazione                      | 15 novembre 2018  | 25 marzo 2019    |
| 10 | The VCR Illumination            | L'illuminazione del VCR                           | 6 dicembre 2018   | 1º aprile 2019   |
| 11 | The Paintball Scattering        | La dispersione del paintball                      | 3 gennaio 2019    | 8 aprile 2019    |
| 12 | The Propagation Proposition     | La proposta della riproduzione                    | 10 gennaio 2019   | 15 aprile 2019   |
| 13 | The Confirmation Polarization   | La polarizzazione della conferma                  | 17 gennaio 2019   | 22 aprile 2019   |
| 14 | The Meteorite Manifestation     | La rivelazione del meteorite                      | 31 gennaio 2019   | 29 aprile 2019   |
| 15 | The Donation Oscillation        | L'oscillazione della donazione                    | 7 febbraio 2019   | 6 maggio 2019    |
| 16 | The D&D Vortex                  | Il vortice del D&D                                | 21 febbraio 2019  | 13 maggio 2019   |
| 17 | The Conference Valuation        | La valutazione del convegno                       | 7 marzo 2019      | 20 maggio 2019   |
| 18 | The Laureate Accumulation       | La mobilitazione dei luminari                     | 4 aprile 2019     | 27 maggio 2019   |
| 19 | The Inspiration Deprivation     | La deprivazione dell'ispirazione                  | 18 aprile 2019    | 3 giugno 2019    |
| 20 | The Decision Reverberation      | Il riverbero della decisione                      | 25 aprile 2019    | 10 giugno 2019   |
| 21 | The Plagiarism Schism           | Lo scisma del plagio                              | 2 maggio 2019     | 17 giugno 2019   |
| 22 | The Maternal Conclusion         | La conclusione materna                            | 9 maggio 2019     | 17 giugno 2019   |
| 23 | The Change Constant             | La costante del cambiamento                       | 16 maggio 2019    | 24 giugno 2019   |
| 24 | The Stockholm Syndrome          | La Sindrome di Stoccolma                          | 16 maggio 2019    | 24 giugno 2019   |

## La configurazione coniugale
- Titolo originale: The Conjugal Configuration
- Diretto da: Mark Cendrowski
- Scritto da: Chuck Lorre, Eric Kaplan e Tara Hernandez (soggetto); Steve Holland, Maria Ferrari e Jeremy Howe (sceneggiatura)

### Trama
Sheldon e Amy sono in viaggio di nozze e il ragazzo, come suo solito, programma ogni momento della giornata, attività sessuale compresa; la ragazza, irritata da questo comportamento, abbandona il marito durante una visita a New York, ma Sheldon riesce a riappacificarsi dimostrando quanto la ami. Intanto la loro casa è usata come rifugio dal signor Fowler, che mal sopporta le continue prepotenze della moglie; la loro presenza però farà arrabbiare anche Penny con Leonard, quando lui le fa notare che le due coppie un po' si somigliano. Nel frattempo Raj è invitato come ospite nella TV locale per parlare della pioggia di meteoriti, ma finirà solo per sparlare di Neil deGrasse Tyson; la discussione tra i due continua su Twitter, finché Tyson non chiamerà l'Indiano minacciandolo affinché smetta di attaccarlo sui social network.
- Guest star: Neil deGrasse Tyson (sé stesso), Bill Nye (sé stesso), Ciara Renée (presentatrice TV), Kathy Bates (Sig.ra Fowler), Raymond Joseph Teller (Sig. Fowler)

## L'enigma del regalo
- Titolo originale: The Wedding Gift Wormhole
- Diretto da: Mark Cendrowski
- Scritto da: Steve Holland, Steven Molaro e Maria Ferrari (soggetto); Dave Goetsch, Eric Kaplan e Andy Gordon (sceneggiatura)

### Trama
Sheldon e Amy stanno preparando i bigliettini di ringraziamento per i regali ricevuti per il matrimonio, quando aprono il regalo di Leonard e Penny e non riescono a capire di cosa si tratti; convinti da Howard che sia un indizio per una caccia al tesoro fino al vero regalo, finiscono per prendere un ciondolo dalla scatola degli oggetti smarriti nel bar dove si sono conosciuti, credendolo il vero regalo e gioendo per il bel dono ricevuto dai loro amici. Nel frattempo Stuart, dopo avere baciato Denise al matrimonio e non averne più parlato, su consiglio di Howard e Raj le chiede di uscire e lei accetta; l'ansia per arrivare preparato alla perfezione all'appuntamento però gli fa prendere delle decisioni sul suo aspetto che rimpiange, anche se la ragazza accetta comunque di uscire con lui. Intanto Raj, vedendo tutti i suoi amici felicemente sposati e dopo avere visto che anche Stuart ha una ragazza nella sua vita, affranto, contatta il padre a cui chiede di trovargli una moglie.
- Guest star: Lauren Lapkus (Denise), Brian Posehn (Bert), Brian George (Sig. Koothrappali)

## Il calcolo della procreazione
- Titolo originale: The Procreation Calculation
- Diretto da: Mark Cendrowski
- Scritto da: Chuck Lorre, Tara Hernandez e Adam Faberman (soggetto); Steve Holland, Maria Ferrari e Anthony Del Broccolo (sceneggiatura)

### Trama
Raj conosce Anu, la ragazza indiana che suo padre gli ha presentato e che, avendo superato la trentina, ha deciso di optare per un comodo matrimonio combinato come il ragazzo; Howard non è felice della scelta dell'amico ritenendo che lui, essendo un romantico, stia praticamente gettando la spugna, ma poi decide di sostenerlo. Raj però comprende che l'amico ha ragione e decide quindi di lasciare Anu che però, dopo avere riconosciuto alcune buone qualità nel ragazzo, gli chiede di sposarlo e lui felice accetta. Nel frattempo Leonard e Penny iniziano a discutere seriamente della possibilità di allargare la famiglia, ma la ragazza, pur non avendo nulla contro i bambini e pur essendo convinta che sarebbe una brava madre, non vuole avere dei figli, deludendo molto il marito. Leonard però accetta la cosa e decide di farsene una ragione perché sono molte le cose che voleva nella sua vita e non ha ottenuto e alcune che non pensava che avrebbe mai avuto e trovato, cioè Penny. La ragazza, felice di avere fatto pace e del fatto che il marito accetta la situazione, decide di dargli almeno una delle cose che avrebbe voluto, affittandogli una batmobile.
- Guest star: Lauren Lapkus (Denise), Keith Carradine (Wyatt), Rati Gupta (Anu)

## La turbolenza di Tam
- Titolo originale: The Tam Turbulence
- Diretto da: Mark Cendrowski
- Scritto da: Steve Holland, Steven Molaro e Maria Ferrari (soggetto); Dave Goetsch, Eric Kaplan e Jeremy Howe (sceneggiatura)

### Trama
Sheldon riceve una mail dal suo vecchio e primo amico Tam, un vietnamita che frequentava lo stesso liceo, che, in visita con il figlio alla Caltech, vorrebbe rivederlo dopo vent'anni, ma il fisico non vuole incontrarlo perché molto arrabbiato con lui. Gli amici, curiosi, decidono di chiedere spiegazioni direttamente a Tam, il quale è però all'oscuro di tutto. Dopo avere parlato con Amy e capendo di avere una vita felice lo stesso, Sheldon perdona il vecchio amico di non essersi trasferito con lui in California, avendogli preferito una ragazza. Nel frattempo Penny e Bernadette decidono di incontrare Anu, la futura moglie del loro amico Raj, per conoscerla; passano con lei una splendida serata ma, ubriache, finiscono per dirle fin troppe cose sul loro amico, alcune delle quali molto imbarazzanti.
- Guest star: Jerry O'Connell (George Cooper Jr.), Robert Wu (Tam Nguyen), Rati Gupta (Anu)

## La collisione al planetario
- Titolo originale: The Planetarium Collision
- Diretto da: Mark Cendrowski
- Scritto da: Eric Kaplan, Andy Gordon e Alex Ayers (soggetto); Steve Holland, Maria Ferrari e Tara Hernandez (sceneggiatura)

### Trama
La direttrice del planetario dove lavora Raj, dopo avere saputo che Howard è un vero astronauta, gli propone di fare lo show insieme all'Indiano, che però va su tutte le furie, preoccupato che l'amico gli rubi la scena; per non fargli pensare ciò, accetta di fare lo spettacolo insieme e, durante lo stesso, gli rivela una cosa che non gli aveva mai detto, cioè di essere molto orgoglioso che l'amico sia stato nello spazio. Nel frattempo Sheldon, che vorrebbe passare più tempo con la moglie per la loro ricerca sulla teoria della super-asimmetria, fa in modo che lei venga rimossa dal suo lavoro di ricerca neuroscientifica, mandandola su tutte le furie. Su consiglio del professor Proton il ragazzo riesce a fare esternare le paure di Amy, che sono quelle che lei venga completamente assorbita dalla coppia perdendo la sua identità, che tanto lavoro le è costata; Sheldon capisce quindi quanto abbia sbagliato e i due si riappacificano.
- Guest star: Joshua Malina (Rettore Siebert), Bob Newhart (dottor Arthur "Professor Proton" Jeffries)

## L'imitazione perturbativa
- Titolo originale: The Imitation Perturbation
- Diretto da: Mark Cendrowski
- Scritto da: Steve Holland, Maria Ferrari e Tara Hernandez (soggetto); Eric Kaplan, Jeremy Howe e Adam Faberman (sceneggiatura)

### Trama
Per Halloween i ragazzi si recano al lavoro in costume e Howard decide di mascherarsi da Sheldon, il quale capisce, dalle reazioni degli amici, che loro ridono di lui e si offende; Amy allora chiede a Bernadette di fare in modo che il marito si scusi, ma lei non accetta. Per vendicarsi Sheldon e Amy si vestono da Howard e Bernadette alla festa a casa di Leonard e Penny e ciò fa arrabbiare molto Bernadette, offesa dal fatto di essere presa in giro per la voce e per il suo comportamento spesso cattivo. Questa volta è l'ingegnere a dovere chiedere agli amici di scusarsi e quando Sheldon parla con la microbiologa capisce la fatica che fa Bernadette in quanto anche lui, avendo frequentato il liceo da bambino, era sempre circondato da persone più grosse. Leonard è offeso perché Penny ha dimenticato il loro primo bacio datisi ad Halloween, ma lei confessa che preferisce non ricordarlo perché era ubriaca e che per lei il primo bacio dato al marito è stato quando gli aveva organizzato la festa di compleanno a sorpresa.
- Guest star: Pamela Adlon (voce di Halley Wolowitz), Brian Posehn (Bert), Rati Gupta (Anu)

## La derivazione dell'allocazione della sovvenzione
- Titolo originale: The Grant Allocation Derivation
- Diretto da: Mark Cendrowski
- Scritto da: Eric Kaplan, Anthony Del Broccolo e Alex Yonks (soggetto); Steve Holland, Dave Goetsch e Maria Ferrari (sceneggiatura)

### Trama
Il Rettore Siebert affida a Leonard il compito di scegliere un progetto a cui affidare una parte dei fondi rimasti; il ragazzo quindi cerca di fare un buon lavoro, ma capisce solo alla fine che il rettore gli ha semplicemente delegato una scelta che non voleva compiere perché, qualsiasi progetto venga scelto, ci sarà chi ne rimarrà deluso; il fisico sperimentale decide quindi di compiere una scelta egoistica e comprare un laser per il proprio lavoro. Intanto Bernadette, desiderosa di avere del tempo solo per sé stessa, inizia a nascondersi nella casetta giocattolo della figlia che ha in giardino, pensando che il marito non lo sappia; Howard invece è ben conscio della cosa e confessa a Raj che userà questa cosa in futuro quando lei si arrabbierà per qualcosa che le ha nascosto, come il fatto che non ha ancora fatto l'assicurazione sulla vita.
- Guest star: Joshua Malina (Rettore Siebert), John Ross Bowie (Barry Kripke), Maribeth Monroe (Dott.ssa Lee)

## La deviazione della consumazione
- Titolo originale: The Consummation Deviation
- Diretto da: Mark Cendrowski
- Scritto da: Chuck Lorre, Steve Holland e Maria Ferrari (soggetto); Eric Kaplan, Andy Gordon e Adam Faberman (sceneggiatura)

### Trama
Raj invita tutti gli amici per San Valentino in India, rivelando come abbia un ottimo rapporto con i futuri suoceri. Questo fa capire a Sheldon che dovrebbe migliorare il rapporto che ha con i genitori di Amy e inizia con il suocero, che però si annoia molto con il genero, mentre invece rimane affascinato dalle capacità di Howard con i trucchi di magia. Il fisico, seccato da ciò, si reca a casa dei signori Fowler per passare del tempo con la suocera, ma ciò farà scoprire ai due che Amy usa il marito come scusa per non passare del tempo con la madre. Intanto, Anu propone a Raj di fare finalmente sesso insieme, ma le sue insicurezze sono così tante che gli torna il disturbo che non gli permette di parlare con le donne; una volta bevuto dell'alcool, il ragazzo spiega alla futura moglie il suo problema, ma anche lei gli rivela delle sue particolarità e i due finiscono per passare una piacevole serata insieme solo a parlare, per poi fare una doccia insieme la mattina successiva. 
- Guest star: Rati Gupta (Anu), Raymond Joseph Teller (Sig. Fowler), Kathy Bates (Sig.ra Fowler)

## La negazione della citazione
- Titolo originale: The Citation Negation
- Diretto da: Kristy Cecil
- Scritto da: Eric Kaplan, Tara Hernandez e Jeremy Howe (soggetto); Steve Holland, Dave Goetsch e Maria Ferrari (sceneggiatura)

### Trama
Sheldon e Amy devono creare la bibliografia per la loro pubblicazione sulla teoria della super-asimmetria e chiedono a Leonard di cercare in biblioteca tutti i libri necessari; il ragazzo, aiutato da Raj, inizia a cercare i libri, quando quest'ultimo si imbatte in un testo russo non tradotto che tratta la materia. I due quindi chiedono aiuto ad Howard, che scopre che nell'articolo si parla della teoria dei due amici, che è però confutata. Leonard ha quindi l'ingrato compito di avvertire Sheldon e Amy, che la prendono molto male. Nel frattempo Bernadette prova a giocare a Fortnite senza successo; incapace di accettare la sconfitta in un gioco si fa allenare da Denise, ma non riesce comunque a battere il marito, a cui rinfaccia la differenza salariale per prevaricarlo.
- Guest star: Lauren Lapkus (Denise)

## L'illuminazione del VCR
- Titolo originale: The VCR Illumination
- Diretto da: Mark Cendrowski
- Scritto da: Steve Holland, Steven Molaro e Bill Prady (soggetto); Maria Ferrari, Andy Gordon e Jeremy Howe (sceneggiatura)

### Trama
Sheldon è ancora in crisi per la confutazione della teoria sulla super-asimmetria e Leonard decide di usare una videocassetta su cui lui stesso si è registrato da bambino per un discorso di incoraggiamento se le cose in futuro fossero andate male ma, mentre guarda il discorso con Amy, il video si interrompe perché il padre di Sheldon ha registrato sopra una partita della sua squadra del liceo; quando la moglie però decide di mandare avanti il video, sperando che ci fosse ancora un pezzo del fisico da bambino, i due sentono un discorso motivazionale di George Cooper alla squadra e, grazie a quelle parole, capiscono che possono adottare un approccio diverso alla loro teoria sulla super-asimmetria combinandola con la super-simmetria. Nel frattempo Bernadette, dopo avere visto un video del marito che fa dei trucchi di magia, inizia ad allenarlo per un'audizione per diventare membro del Magic Castle, un'associazione di maghi; nonostante gli sforzi della moglie, che usa su di lui le tecniche che la madre usava su di lei quando partecipava ai concorsi di bellezza, Howard fa un provino disastroso, distruggendo un orologio di un membro della giuria.
- Guest star: Christine Baranski (Beverly Hofstadter), Iain Armitage (Sheldon Cooper da bambino), Lance Barber (George Cooper Sr.), Montana Jordan (George Cooper Jr.)

## La dispersione del paintball
- Titolo originale: The Paintball Scattering
- Diretto da: Mark Cendrowski
- Scritto da: Maria Ferrari, Tara Hernandez e Adam Faberman (soggetto); Steve Holland, Eric Kaplan e Anthony Del Broccolo (sceneggiatura)

### Trama
Sheldon e Amy hanno finalmente pubblicato il loro lavoro sulla super-asimmetria, che riceve molti consensi, compreso quello del Rettore Siebert, che vorrebbe che venisse fatta promozione mediatica della loro teoria, ma solo dalla neurobiologa, in quanto il fisico ha molte difficoltà nelle interazioni sociali; questa decisione fa molto arrabbiare Sheldon, che però, alla prima domanda difficile che gli viene posta sul loro lavoro, se ne va lasciando l'intervista alla sola moglie. Intanto Denise, in maniera indiretta, invita Stuart ad andare a vivere con lei, ma la sua paura che accelerando troppo le cose la loro relazione potrebbe finire fa scappare il ragazzo; per farsi perdonare e farle capire che fa sul serio, il ragazzo le dona le chiavi della sua casa, che in realtà è la casa di Howard e Bernadette. Nel frattempo Raj vede, tramite un'app, un uomo invitato in casa dalla sua futura sposa che, durante una partita collettiva di paintball, scopre essere l'ex fidanzato di Anu; i due allora litigano e l'Indiano ammette di non fidarsi della ragazza perché si conoscono da troppo poco.
- Guest star: Joshua Malina (Rettore Siebert), Lauren Lapkus (Denise), Rati Gupta (Anu)

## La proposta della riproduzione
- Titolo originale: The Propagation Proposition
- Diretto da: Mark Cendrowski
- Scritto da: Chuck Lorre, Steve Holland e Jeremy Howe (soggetto); Maria Ferrari, Dave Goetsch e Eric Kaplan (sceneggiatura)

### Trama
Raj, dopo la discussione con Anu, cerca di chiarirsi, ma entrambi arrivano alla conclusione che vogliono sposarsi per i motivi sbagliati e decidono di rompere definitivamente; l'Indiano però, dopo aver parlato con gli amici e con il padre, capisce di tenere a lei e le propone di iniziare la loro storia dall'inizio con un primo appuntamento. Nel frattempo le ragazze incontrano al bar Zach, il quale invita Penny e Leonard sulla sua barca, che ha comprato perché ha venduto la sua azienda facendo molti soldi; una volta a cena i due conoscono anche la moglie Marissa e, inaspettatamente, gli ospiti chiedono al fisico di donare il suo sperma perché non possono avere bambini. Leonard ne è molto lusingato, ma la moglie si arrabbia molto e non vuole assolutamente che accetti; la ragazza però, parlando con le amiche, capisce che la scelta di non volere bambini è stata solo sua e acconsente quindi che il marito scelga se donare o meno, senza intromissioni da parte sua.
- Guest star: Rati Gupta (Anu), Brian Thomas Smith (Zach), Lindsey Kraft (Marissa Johnson), Brian George (Sig. Koothrappali)

## La polarizzazione della conferma
- Titolo originale: The Confirmation Polarization
- Diretto da: Mark Cendrowski
- Scritto da: Eric Kaplan, Andy Gordon e Anthony Del Broccolo (soggetto); Steve Holland, Maria Ferrari e Tara Hernandez (sceneggiatura)

### Trama
Due fisici del Fermilab di Chicago confermano la teoria sulla super-asimmetria, anche se, quando i quattro si incontrano, i due scienziati ammettono che la scoperta è stata fatta da loro per caso, ma questo potrebbe comunque portare il gruppo alla vittoria del Nobel per la Fisica; quando però i due ricordano a Sheldon che il premio può essere condiviso al massimo da tre persone il ragazzo si trova a dovere scegliere tra il fare fuori la moglie, che non è un fisico come loro, e il rischiare di non vincere l'ambito premio. Dopo averne parlato con Amy, che gli consiglia di fare squadra con i due per potere arrivare all'agognato traguardo, il ragazzo comunica al Rettore che vuole che lui sostenga entrambi, anche se potrebbe essere rischioso per la vittoria. Nel frattempo Bernadette propone a Penny di essere a capo della squadra che dovrà vendere il farmaco da lei creato, ma la ragazza rifiuta perché non si sente all'altezza; tuttavia la microbiologa riesce comunque, manipolandola, a farle accettare il ruolo.
- Guest star: Joshua Malina (Rettore Siebert), Kal Penn (Dr. Campbell), Sean Astin (Dr. Pemberton)

## La rivelazione del meteorite
- Titolo originale: The Meteorite Manifestation
- Diretto da: Mark Cendrowski
- Scritto da: Chuck Lorre, Steve Holland e Maria Ferrari (soggetto); Eric Kaplan, Tara Hernandez e Jeremy Howe (sceneggiatura)

### Trama
Howard e Bernadette, impossibilitati a usare la vasca idromassaggio del loro giardino a causa del nuovo vicino che ha costruito un balcone sopra la loro proprietà e dei luminosissimi fari, si recano all'ufficio di urbanistica per cercare di risolvere il problema ma, lamentandosi con gli amici della tanta burocrazia, vengono aiutati da Sheldon; il fisico però, quando scopre che anche i loro amici hanno commesso delle violazioni, vuole denunciarli, ma desiste per amicizia e denuncia il loro vicino. Nel frattempo Bert scopre una traccia organica in un meteorite e chiede aiuto a Raj, facendo ingelosire Leonard perché non vogliono usare il suo nuovo laser di cui va fiero.
- Guest star: Brian Posehn (Bert), Lauren Lapkus (Denise), Andy Daly (Nathan), Joel McCrary (Andy)

## L'oscillazione della donazione
- Titolo originale: The Donation Oscillation
- Diretto da: Mark Cendrowski
- Scritto da: Bill Prady, Jeremy Howe e Adam Faberman (soggetto); Steve Holland, Dave Goetsch e Maria Ferrari (sceneggiatura)

### Trama
Penny, nonostante abbia detto di supportare il marito nella decisione di donare il suo sperma per aiutare Zach e Marissa, parlando con il padre capisce che in realtà non vorrebbe che il suo ex ragazzo avesse un figlio da Leonard, il quale realizza a sua volta, parlando con Sheldon, che, anche se loro avessero il suo bambino, lui non ne sarebbe il genitore e decide di lasciare perdere la cosa. Nel frattempo Howard e Raj decidono, nonostante il matrimonio sia rimandato, di fare quello che l'ingegnere aveva organizzato per l'addio al celibato, cioè andare sull'aereo che permette di provare l'assenza di peso; data l'assenza di Sheldon e Leonard, Raj invita Anu, mentre Howard non invita la moglie perché sa quanto queste cose la spaventino. Pur di non dare ragione al marito, Bernadette va con loro e prova lo stesso l'aereo che simula l'assenza di gravità.
- Guest star: Keith Carradine (Wyatt), Brian Thomas Smith (Zach), Lindsey Kraft (Marissa Johnson), Rati Gupta (Anu)

## Il vortice del D&D
- Titolo originale: The D&D Vortex
- Diretto da: Mark Cendrowski
- Scritto da: Steve Holland, Maria Ferrari e Anthony Del Broccolo (soggetto); Eric Kaplan, Andy Gordon e Tara Hernandez (sceneggiatura)

### Trama
Wil Wheaton invita Sheldon e Amy a una puntata del Professor Proton a cui partecipa anche William Shatner, ma il fisico, giocato dall'emozione, gli vomita addosso; dopo essere andato a casa di Wil per scusarsi lo scienziato scopre che l'attore organizza delle serate in cui gioca a Dungeons & Dragons con altre celebrità. Grazie a una foto su Instagram lui e i suoi amici scoprono che anche Stuart vi partecipa, ma egli, messo sotto pressione dagli altri che chiedono informazioni sui vip che partecipano al gioco, decide di non andare più, lasciando quindi un posto libero. Wil invita al suo posto Leonard, il quale però lo perde a sua volta dopo averne parlato alla moglie convinto che mantenesse il segreto perché non interessata. Quando però la ragazza scopre che tra gli ospiti ci sono Kareem Abdul-Jabbar e, soprattutto, Joe Manganiello, lo dice subito alle amiche e le tre riescono a farsi invitare alla serata.
- Guest stars: Wil Wheaton (sé stesso), William Shatner (sé stesso), Kevin Smith (sé stesso), Kareem Abdul-Jabbar (sé stesso), Joe Manganiello (sé stesso)

## La valutazione del convegno
- Titolo originale: The Conference Valuation
- Diretto da: Mark Cendrowski
- Scritto da: Chuck Lorre, Steven Molaro e Eric Kaplan (soggetto); Steve Holland, Maria Ferrari e Jeremy Howe (sceneggiatura)

### Trama
Penny e Bernadette vanno a una convention medica per promuovere il farmaco creato dalla seconda e venduto dalla squadra guidata dalla prima; il suo talento da venditrice però attira l'attenzione di un loro concorrente che la microbiologa non sopporta e che offre un lavoro alla venditrice, la quale rifiuta per rimanere con l'amica. Nel frattempo tutto il resto del gruppo passa del tempo a casa di Howard, dove Amy, con la scusa di fare dei test sui figli dell'ingegnere, cerca di fare appassionare Sheldon ai bambini, al fine di averne un giorno di loro. Leonard intanto, osservando gli esperimenti degli amici, si rende conto di essere stato per tutta la sua infanzia una cavia per gli esperimenti di sua madre; così le telefona, ma lei gli spiega che, pur riconoscendo di non essere una madre amorevole, quegli esperimenti sono tra i suoi ricordi più belli perché erano il suo modo per passare del tempo insieme al figlio.
- Guest star: Christine Baranski (Beverly Hofstadter), Jason Kravits (Danny), Pamela Adlon (voce di Halley Wolowitz)

## La mobilitazione dei luminari
- Titolo originale: The Laureate Accumulation
- Diretto da: Mark Cendrowski
- Scritto da: Steve Holland, Adam Faberman e David Saltzberg (soggetto); Dave Goetsch, Eric Kaplan e Maria Ferrari (sceneggiatura)

### Trama
Il dottor Campbell e il dottor Pemberton, i fisici che hanno dimostrato la teoria di Sheldon e Amy e che stanno tentando di "rubare" loro il premio Nobel, grazie ai social network si dimostrano molto simpatici e quindi il Rettore Siebert organizza una serata in cui invita molti vincitori dell'ambito premio al fine di appoggiare i due scienziati della Caltech; quando però il fisico texano sente l'elenco degli invitati ricorda come li abbia offesi tutti e per questo nessuno accetta l'invito. In loro aiuto intervengono Leonard e Penny che convincono gli eccelsi colleghi a partecipare alla serata, ma quando si presentano Campbell e Pemberton Amy reagisce malissimo facendo una scenata davanti a tutti accusandoli di essere degli impostori. Nel frattempo Bernadette sente il marito raccontare la storia di quanto ha avuto paura nello spazio alla figlia per farle superare la paura del buio e, grazie all'aiuto di Stuart, crea un libro illustrato per bambini che piace molto a un editore amico del coinquilino; Howard però è totalmente contrario alla pubblicazione perché non vuole che tutti sappiano come lui abbia avuto paura, ma la moglie lo convince facendogli capire che si tratterebbe di un modo per fare superare la paura ai bambini, così come l'ha superata lui.
- Guest star: Joshua Malina (Rettore Siebert), Kal Penn (Dr. Campbell), Sean Astin (Dr. Pemberton), Ellen DeGeneres (sé stessa), George Fitzgerald Smoot (sé stesso), Frances Hamilton Arnold (sé stessa), Kip Thorne (sé stesso)

## La deprivazione dell'ispirazione
- Titolo originale: The Inspiration Deprivation
- Diretto da: Mark Cendrowski
- Scritto da: Eric Kaplan, Maria Ferrari e Andy Gordon (soggetto); Steve Holland, Anthony Del Broccolo e Tara Hernandez (sceneggiatura)

### Trama
Dopo la sfuriata di Amy alla cena della sera prima il Rettore Siebert, in accordo con la signora Davis, impone alla ragazza e al marito di non fare più uscite pubbliche. Sheldon e la moglie, per rilassarsi, accettano il consiglio di Leonard e Penny di usare la vasca di privazione sensoriale, che funziona sul primo ma non sulla seconda, che anzi sente sempre di più la pressione del Nobel e il timore di deludere tutti. Amy infine si calmerà grazie alle cure del marito, che le canta anche Soffice Kitty. Nel frattempo Howard compra uno scooter simile a quello che la moglie gli ha fatto vendere, di nascosto dalla stessa; Bernadette però scopre tutto e obbliga il marito a venderlo, ricordandogli anche le sue responsabilità di padre di due bambini piccoli.
- Guest star: Joshua Malina (Rettore Siebert), Regina King (Janine Davis), Brian Posehn (Bert), Brooke Dillman (Bebe)

## Il riverbero della decisione
- Titolo originale: The Decision Reverberation
- Diretto da: Mark Cendrowski
- Scritto da: Steven Molaro, Steve Holland e Tara Hernandez (soggetto); Eric Kaplan, Maria Ferrari e Jeremy Howe (sceneggiatura)

### Trama
Leonard, dopo essere stato criticato per l'ennesima volta per essere sempre accondiscendente, decide di iniziare a comportarsi in maniera più egoistica, partendo da cose insignificanti, come ordinare a cena qualcosa di diverso da quanto previsto e sedersi sul posto di Sheldon, per poi arrivare alla minaccia di lasciare il proprio lavoro alla Caltech in caso il Rettore non accettasse la sua proposta di dirigere un gruppo di studio sulla fisica del plasma, con grande preoccupazione della moglie, che però all'inizio lo incoraggiava; alla fine le preoccupazioni di Penny scompaiono perché Leonard non lascia il lavoro in quanto il rettore gli ha offerto il ruolo di codirezione di una squadra sull'entanglement dei fotoni. Nel frattempo Raj pubblica un articolo sulle riflessioni speculari che ha da poco scoperto, scrivendo che una delle possibili cause dei bagliori registrati possano essere gli alieni; questa parte però fa sì che tutti lo inizino a trattare come un cospirazionista sulla loro presenza, prendendolo in giro on line e al lavoro. Quando tenta di porvi rimedio però peggiora le cose, perché finisce per essere additato come una persona che crede al mostro di Loch Ness.
- Guest star: Rati Gupta (Anu), Joshua Malina (Rettore Siebert)

## Lo scisma del plagio
- Titolo originale: The Plagiarism Schism
- Diretto da: Nikki Lorre
- Scritto da: Eric Kaplan, Maria Ferrari e Adam Faberman (soggetto); Steve Holland, Dave Goetsch e Tara Hernandez (sceneggiatura)

### Trama
Dopo la sfuriata di Amy alla cena, il Rettore Siebert obbliga la donna e il marito a scusarsi con i due rivali per il Nobel a pranzo, durante il quale arriva Kripke che saluta calorosamente Pemberton, dicendo successivamente a Sheldon e alla moglie che in verità non lo sopporta e lo accusa addirittura di avere copiato la tesi e di averne anche le prove. I due, indecisi se usarle o meno, chiedono consiglio agli amici se sia giusto o meno rovinare la carriera dei due per potere vincere l'ambito premio; Leonard, capendo che i due amici non vogliono farlo, decide di prendere le prove e usarle a loro insaputa, ma alla fine, a causa di Penny, i due vengono a conoscenza di quello che il loro amico vuole fare e lo fermano. Sheldon e Amy quindi invitano a pranzo i rivali per consegnare le prove su Pemberton, dicendo che sono superiori a loro e non vogliono usarle, ma questo fa nascere una discussione tra i due scienziati, fino a che Campbell ammette di essere innamorato dell'ex moglie dell'amico e finiscono per fare una rissa; alla fine Campbell usa le prove contro l'ormai ex amico e propone a Sheldon e Amy di allearsi per concorrere al Nobel.
- Guest star: Joshua Malina (Rettore Siebert), Kal Penn (Dr. Campbell), Sean Astin (Dr. Pemberton), John Ross Bowie (Barry Kripke)

## La conclusione materna
- Titolo originale: The Maternal Conclusion
- Diretto da: Kristy Cecil
- Scritto da: Steve Holland, Eric Kaplan e Jeremy Howe (soggetto); Maria Ferrari, Andy Gordon e Anthony Del Broccolo (sceneggiatura)

### Trama
Beverly va a trovare il figlio e, diversamente dal solito, si mostra orgogliosa di lui e del suo lavoro senza criticarlo mai, stupendo tutti, fino a che rivela che sta facendo tutto ciò per delle ricerche per il suo prossimo libro, mandando su tutte le furie Leonard; il ragazzo però, dopo essersi sfogato, dice alla madre che la deve accettare per come è e la perdona per come è stato trattato per tutta la vita, facendole ammettere quanto ciò la faccia sentire bene. Beverly si mostrerà molto colpita e addirittura commossa, abbracciando per la prima volta in vita sua il figlio con sincero affetto. Intanto Howard si lamenta con Stuart perché Denise passa molto tempo da loro e lui gli spiega che lo fa perché il coinquilino di lei, Mitch, li mette entrambi a disagio; alla fine il ragazzo, dopo avere confessato di avere sbagliato a non accettare la proposta di andare a vivere da Denise, ammette di volere andare da lei e quindi dovranno mandare via Mitch. Nel frattempo Anu, che è a Londra per lavoro, comunica a Raj che le hanno offerto un importante posto di lavoro proprio lì e che quindi non tornerà più in California; Raj decide allora di andare da lei per farle la proposta di matrimonio e poi trasferirsi dall'altra parte dell'Atlantico, ma Howard lo fa desistere facendogli capire che non può sposare una persona con cui non ha nessun interesse in comune solo per paura di rimanere da solo.
- Guest star: Christine Baranski (Beverly Hofstadter), Lauren Lapkus (Denise), Rati Gupta (Anu), Todd Giebenhain (Mitch)

## La costante del cambiamento
- Titolo originale: The Change Constant
- Diretto da: Mark Cendrowski
- Scritto da: Chuck Lorre, Steve Holland, Steven Molaro, Bill Prady, Dave Goetsch, Eric Kaplan, Maria Ferrari, Andy Gordon, Anthony Del Broccolo, Tara Hernandez, Jeremy Howe e Adam Faberman

### Trama
Sheldon e Amy vincono ufficialmente il Nobel per la Fisica e lei, dopo avere visto delle foto su internet in cui non si piace, decide, su consiglio di Raj, di cambiare molto il suo aspetto con un nuovo taglio di capelli, nuovi occhiali e nuovi vestiti. Il fisico teorico invece, accettando come al solito male i cambiamenti, non reagisce bene quando vede il nuovo aspetto della moglie, per poi andare in crisi ancora di più quando scopre che, dopo quattordici anni, l'ascensore è stato riparato, ma poi Penny gli farà capire che anche la sua vita è cambiata continuamente.
- Guest star: John Ross Bowie (Barry Kripke), Joshua Malina (Rettore Siebert)

## La Sindrome di Stoccolma
- Titolo originale: The Stockholm Syndrome
- Diretto da: Mark Cendrowski
- Scritto da: Chuck Lorre, Steve Holland, Steven Molaro, Bill Prady, Dave Goetsch, Eric Kaplan, Maria Ferrari, Andy Gordon, Anthony Del Broccolo, Tara Hernandez, Jeremy Howe e Adam Faberman

### Trama
Sull'aereo per Stoccolma, Sheldon scopre che Penny è incinta, ma anziché congratularsi si mostra solo sollevato perché temeva che fosse malata e che questo avrebbe rovinato la sua cerimonia; sminuendo l'importanza della cosa, fa infuriare Leonard. Una volta all'hotel, Howard e Bernadette vengono a sapere che i figli stanno male, quindi sono indecisi se tornare a casa o meno, ma l'ennesima risposta egoista di Sheldon li convince a tornare, come anche Leonard, arrabbiato per lo stesso motivo. Il fisico si offende ma, sentendolo lamentarsi, anche Amy perde la pazienza e gli fa presente quanto lui, con il suo egocentrismo, ferisca in continuazione le persone che gli vogliono bene, e che l'unico motivo per cui gli altri (lei compresa) ci passano sopra è perché sanno che non lo fa intenzionalmente. Così Sheldon, per fare capire agli amici quanto li apprezzi, concentra il suo discorso di ringraziamento su di loro, commuovendoli.
Qualche giorno dopo, la combriccola è di nuovo a mangiare attorno al divano, mentre la voce di Jim Parsons canta la sigla, concludendo la serie.
- Guest star: Sarah Michelle Gellar (sé stessa), Brian Posehn (Bert)